# فيرنر بيرجمان
فيرنر بيرجمان (بالألمانية: Werner Bergmann)‏ هو عالم اجتماع ألماني، ولد في 26 مايو 1950 في تسيله في ألمانيا.